# Sungai Pulai
Sungai Pulai is een bestuurslaag in het regentschap Batang Hari van de provincie Jambi, Indonesië. Sungai Pulai telt 1479 inwoners (volkstelling 2010).